# Бояршинова, Зоя Яковлевна
Зо́я Я́ковлевна Боя́ршинова (23 апреля [6 мая] 1909, Пермь — 9 мая 1986, Томск) — советский историк; доктор исторических наук, профессор, крупнейший специалист по истории Сибири XVII века.

## Биография
В 1925 году окончила трудовую школу 2-й ступени в Очёре, в 1927 году — отделение политпросвещения Пермского педагогического техникума с квалификацией политпросветработника.
Работала библиотекарем в клубе строителей (ст. Губаха, Кизелстрой; Свердловск, 1927—1928), инструктором ликбеза районо (Очёр, 1928; Каменский район, 1928—1929). Преподавала в начальных классах школ Бердска (1929—1930) и Черепаново (1930—1932). В 1931—1932 училась в Новосибирском комвузе. Преподавала историю в средних школах Черепаново (1932—1935), с. Легостаево (1935—1938), в Новосибирске (1938—1939), Томске (средняя школа № 9, 1939—1940). В 1940 году с отличием окончила заочное отделение исторического факультета Томского государственного педагогического института.
С 1940 года преподавала на историческом (в 1941—1974 годах — историко-филолологическом) факультете Томского университета:
- старший преподаватель, доцент (1949—1962) кафедры истории народов СССР (позднее — кафедра истории СССР);
- заведующая кафедрой археологии, этнографии и истории Сибири (1962—1965)
- доцент (1965—1967), профессор (1967—1968), заведующая кафедрой (1968—1985), профессор-консультант (с 1985) кафедры истории СССР (с 1966 — кафедры истории СССР досоветского / дооктябрьского периода).

Декан (1941—1947, 1952—1955, 1959—1963), заместитель декана (1949—1950) историко-филологического факультета.
С 1941 года — председатель учёного совета факультета, с 1942 года — член совета университета. Кандидат исторических наук (1949, диссертация «Население Томского уезда в первой пол. XVII в.»), доктор исторических наук (1967, по совокупности работ на тему «Западная Сибирь накануне присоединения к России»).
Член ВКП(б) с 1940 года; парторг факультета (1941—1943), член партбюро университета (1943), заместитель секретаря, секретарь партбюро факультета (1944, 1950—1952, 1955—1959).

### Семья
Отец — Яков Григорьевич Бояршинов (?-1919), участник Первой мировой войны.
Мать — Анна Алексеевна (урождённая Чудинова, 1889—1988).
Муж (с 1928) — Александр Николаевич Чалдышев (1907—1949), участник Великой Отечественной войны; секретарь Томского горкома ВКП(б), делегат XVIII съезда ВКП(б). Дети:
- Виктор (р. 1929), кандидат физико-математических наук, доцент,
- Галина (р. 1931), редактор университетской газеты «За советскую науку».

## Научная деятельность
В 1944—1946 годах участвовала в археологических экспедициях на городище Басандайка под общим руководством профессора К. Э. Гриневича; входила в курганную группу профессора А. П. Дульзона.
Основные направления исследований:
- история расселения, социально-экономических и межэтнических отношений местного населения Западной Сибири накануне и в период присоединения к России;
- история колонизации Западной Сибири русскими, особенности формирования и развития крестьянского хозяйства, социальных отношений в сибирской деревне.

Под её руководством на историческом факультете ТГУ сложилось научное направление по изучению истории феодальной Сибири. Среди её учеников — доктора исторических наук А. Н. Жеравина, Л. П. Белковец, Н. Ф. Емельянов.
Автор первого учебного пособия по истории народов Сибири.

### Основные работы
- Население Томского уезда в первой половине XVII века // Тр. / Томский ун-т. — 1950. — Т. 112.
- К вопросу о развитии русского земледелия в Томском уезде в XVII веке // Материалы по истории земледелия СССР. — М., 1952. — Сб. 1.
- Основание города Томска // Bопp. географии Сибири. — Томск, 1953. — № 3.
- К вопросу о присоединении Сибири к Русскому государству // Тр. / Томский ун-т. — 1954.- Т. 128.
- Томск в XVII—XVIII вв. // Очерки истории города Томска (1604—1954 гг.). — Томск, 1954.
- Волнения в Томске в XVII веке // Вопросы истории. — 1956. — № 6.
- Совм. с В. И. Шунковым. Присоединение Западной Сибири к Русскому государству и её заселение // История Сибири. — Л, 1968. — Т. 2.
- Дальнейшее заселение Сибири // Там же.
- Совм. с М. М. Громыко. Сельское хозяйство и промыслы. Крестьянство // Там же.
- Совм. с Г. А. Голишевой. Первый документ о строительстве рус. города на берегу Томи // Из истории Сибири. — Томск, 1970. — Вып. 1.
- Совм. с В. В. Лозинским. О совместном владении землей в Томском у.: по данным переписных книг 1703 и 1720 гг. // Из истории Сибири. — Томск, 1972. — Вып. 4.
- О феодальных отношениях в рус. деревне Сибири в XVII — пер. пол. XIX в. // Bопp. истории Сибири досов. периода: Бахрушинские чтения, 1969. — Новосибирск, 1973.
- Земельные сообщества в Сибири в XVII — начале XVIII века // Крестьянская община Сибири XVII — нач. XX в. — Новосибирск, 1977.
- Поземельные отношения в сибирской деревне XVII века // Вопр. истории Сибири. — Томск, 1982. — Вып. 11.
- Крестьянский двор в Сибири как производственная единица (XVII—XVIII вв.) // Вопр. истории дореволюционной Сибири. — Томск, 1983.
- Бояршинова З. Я. Том. ун-т в годы войны // За сов. науку. — 1983, 5, 12, 19 мая, 2, 9 и 16 июня.
- Бояршинова З. Я. Западная Сибирь накануне присоединения к России : Сельскохозяйственное освоение Западной Сибири русскими в феодальную эпоху : Докл. … д-ра ист. наук (вместо автореф.). — Томск, 1967. — 110 с.
- Бояршинова З. Я. Население Западной Сибири до начала русской колонизации (Виды хоз. деятельности и обществ. строй местного населения): Спец. кур по истории народов Сибири для студентов-заочников ист. фак. ун-та. — Томск: Изд-во Том. ун-та, 1960. — 151 с. — 1000 экз.
- Бояршинова З. Я. Население Томского уезда в первой половине XVII века : Автореф. … канд. ист. наук. — М.: типолит. ВАФ, 1949. — 15 с.
- Книга записная : [Текст] / ред.: З. Л.[!] Бояршинова, В. В. Палагина. — Томск: Изд-во Том. ун-та, 1973. — 115 с. — 300 экз. (летописи сибирские, XVII в.)
- Вопросы археологии и этнографии Западной Сибири : [Сб. ст.] / ред. З. Я. Бояршинова. — Томск: Изд-во Том. ун-та, 1966. — 132 с. — 500 экз.
- Вопросы истории дореволюционной Сибири : [Сб. ст.] / отв. ред. З. Я. Бояршинова. — Томск: Изд-во Том. ун-та, 1983. — 180 с. — 500 экз.
- Проблемы истории дореволюционной Сибири : [Сб. ст.] / отв. ред. З. Я. Бояршинова. — Томск: Изд-во Том. ун-та, 1989. — 246 с. — (Исторические науки). — 500 экз.

## Награды и признание
- грамота Томского горкома ВКП(б) и горисполкома (1945) — за работу «Обряд погребения в Басандайских курганах»
- медаль «За доблестный труд в Великой Отечественной войне 1941—1945 гг.» (1946)
- сталинская стипендия (1947)
- премия Томского университета (1948) — за работу «Развитие пашенного земледелия в Томском уезде в XVII в.»
- медаль «За трудовую доблесть» (1953)
- медаль «За трудовое отличие» (1955)
- премия Томского университета (1969) — за участие в написании «Истории Сибири»
- почётная грамота Президиума Верховного Совета РСФСР (1969)
- медаль «За доблестный труд. В ознаменование 100-летия со дня рождения Владимира Ильича Ленина» (1970)
- орден Трудового Красного Знамени (1971)
- юбилейная медаль «Тридцать лет Победы в Великой Отечественной войне 1941—1945 гг.» (1975).